# Escuintla (stad)
Escuintla is een stad en gemeente in Guatemala en is de hoofdplaats van het gelijknamige departement.
Escuintla telt 166.000 inwoners. Het is een typische industriestad, die toeristisch van weinig belang is.